# قناطر الدلتا

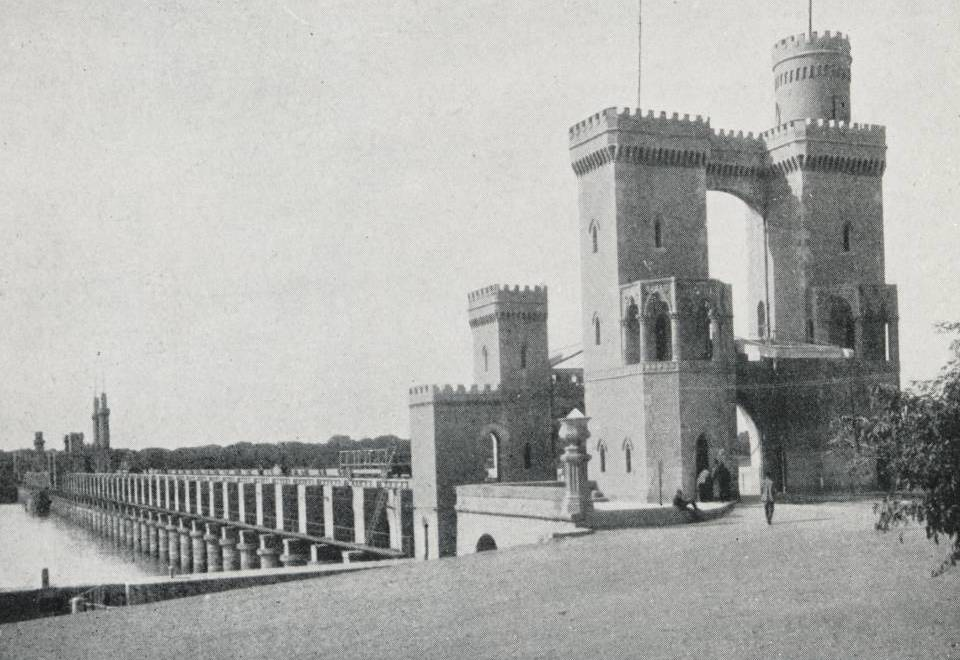
قناطر النيل كما كان يطلق عليها عام 1906

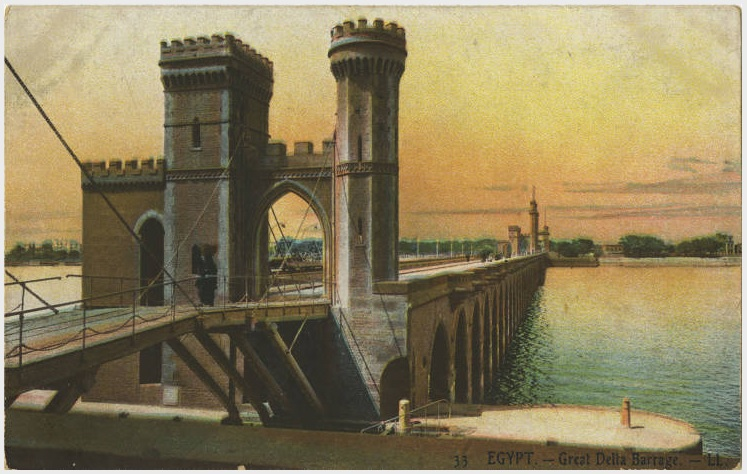
قناطر النيل

قناطر الدلتا هي سد من تم بناؤه بشكل متقطع بدءًا من عام 1833 حتى اكتماله الأولي في عام 1862. كان الغرض منه هو تحسين الري والملاحة على طول فرعي رشيد ودمياط الرئيسيين لنهر النيل عند النقطة التي ينقسمان فيها شمال القاهرة في مصر . ومع ذلك، عند تشغيله لأول مرة، تبين أن أساسات الهيكل ذات نوعية رديئة لدرجة أنه كان لا بد من التخلي عن غرض الري الرئيسي إلى حد كبير لأسباب تتعلق بالسلامة. لقد تم باعتبارها مجرد معبر للنهر. 

## روابط خارجية
- النيل تحت السيطرة[وصلة مكسورة]</link> </link> - مقال من عام 1937 حول التحكم في جريان النيل.